# София Шарлотта Альбертина Бранденбург-Байрейтская
София Шарлотта Альбертина Бранденбург-Байрейтская (нем. Sophie Charlotte Albertine von Brandenburg-Bayreuth; 27 июля 1713, Веферлинген, Саксония — 2 марта 1746 или 2 марта 1747, Ильменау) — принцесса Бранденбург-Байрейтская, в замужестве герцогиня Саксен-Веймар-Эйзенахская.

## Биография
София Шарлотта — четвёртый ребёнок в семье маркграфа Георга Фридриха Карла Бранденбург-Байрейтского и его супруги Доротеи Шлезвиг-Гольштейн-Зондербург-Бекской, дочери герцога Фридриха Людвига. 7 апреля 1734 года София Шарлотта вышла замуж в Байрейте за герцога Эрнста Августа Саксен-Веймарского, став его второй супругой. Похоронена в церкви Святого Якова в Ильменау.

## Потомки
В браке с герцогом Эрнстом Августом родилось четверо детей:
- Карл Август Евгений (1735—1736)
- Эрнст Август II Саксен-Веймар-Эйзенахский (1737—1758)
- Эрнестина Августа София (1740—1786), замужем за Эрнстом Фридрихом III Саксен-Гильдбурггаузенским
- Эрнст Адольф Феликс (1741 или 1742—1743)